# クンドゥーズ
クンドゥーズ（ダリー語・パシュトー語: قندوز）は、アフガニスタン北部の都市で、クンドゥーズ州の州都。Kundus、Kundûz、Qonduz、Qondûz、Konduz、Kondûz、Kondoz、Qhunduzなどともアルファベット表記される。幹線道路によって、西のマザーリシャリーフ、南のカーブル、北のタジキスタン国境と結ばれている。人口は264,100人 (2006年の公式推計)、マザーリシャリーフに次いでアフガニスタン第5の都市である。位置は36.73°N 68.86°E、標高は海抜397 m。

## 地理
クンドゥーズ市は東京から西に約6210キロ（東京・ホノルル間とほぼ同じ）、カブールから北に約245キロ（東京・福島市間とほぼ同じ）、タジキスタン国境から南に約60キロ離れた場所に位置する都市である。クンドゥーズ市はヒンドゥークシュ山脈からアムダリヤ川に向かって北西に延びる2本の支脈・丘陵のKuhe Qara BaturとKohi Kliwaja Tawの間の大きな盆地の中にある。この盆地には南からクンドゥーズ川、東からハーナーバード川が流れてきて、砂漠の中に広大なオアシスを形成している。このオアシスの南側にはヒンドゥークシュ山脈から続く台地が広がっているが、台地にはオアシスに向けて南北に約10キロメートルほど突き出た部分があり、その北端にクンドゥーズ市、南端にクンドゥーズ空港がある。市の中心部は東西南北に街区が整備されており、簡素なロータリー交差点（Traffic SquareもしくはSari Chawki Kunduz広場）を中心に東西南北に舗装道路が伸びている。ロータリー周辺はバザールになっていて、二階建ての店舗や露天が立ち並んでいる。道路には車線や信号機はなく、人や馬や自転車やオート三輪や乗用車やトラックが思い思いに通行している。ロータリーから南に約500メートルほど進むと道の東側に州知事公邸や行政庁舎・公園・ホテルなどがある。ロータリーから南に約2キロメートルほど進むと治安警察の基地や刑務所があり、その先は階段状の台地になっている。台地は周囲との高低差が25メートル以上あり境は崖のようになっている所が多い。台地の上は空港まで乾燥した土地が広がっているが所々に家があり、牧草が生えている所もある。一方、ロータリーから西に約1キロメートルほど進むとスピンザーの工場があり、そこで道路は直角に曲がって南に進んでいく。この道は「エアポート・ロード」と呼ばれており、アジアハイウェイ7号線の一部を形成している。スピンザー工場の角から南に約1キロメートルほど進むとバルフ州のホルムに繋がる道と交差する。この交差点の北側には古い病院があり国境なき医師団が2011年から「外傷センター」を開院し、銃創患者や交通事故患者を治療していた。しかし2015年のクンドゥーズ病院爆撃事件で破壊された。交差点を西に進むとクンドゥーズ川があり周辺では珍しく橋が架かっている。一方、ロータリー交差点から北に約1.5キロートルほど進むと三叉路がある。三叉路を東に向かうとタジキスタン国境の町シルハンやアムダリア川に面したイマーム・サーヒブ郡に至る。一方、西に向かうとクンドゥーズ郡のゴルテパ地区を抜けて、カラフイ・ザール郡に達する。三叉路のすぐ東にはバラ・ヒサール（Bala Hisar）と呼ばれる空掘りで囲まれた古い山城があり、現在でもアフガニスタン軍が使用している。三叉路から500メートルほど北には発電所がある。クンドゥーズ市の東側を北に向かって流れるNari Gaw Kosh川はこの辺りで西にカーブして、市の北の境になる。

## 歴史

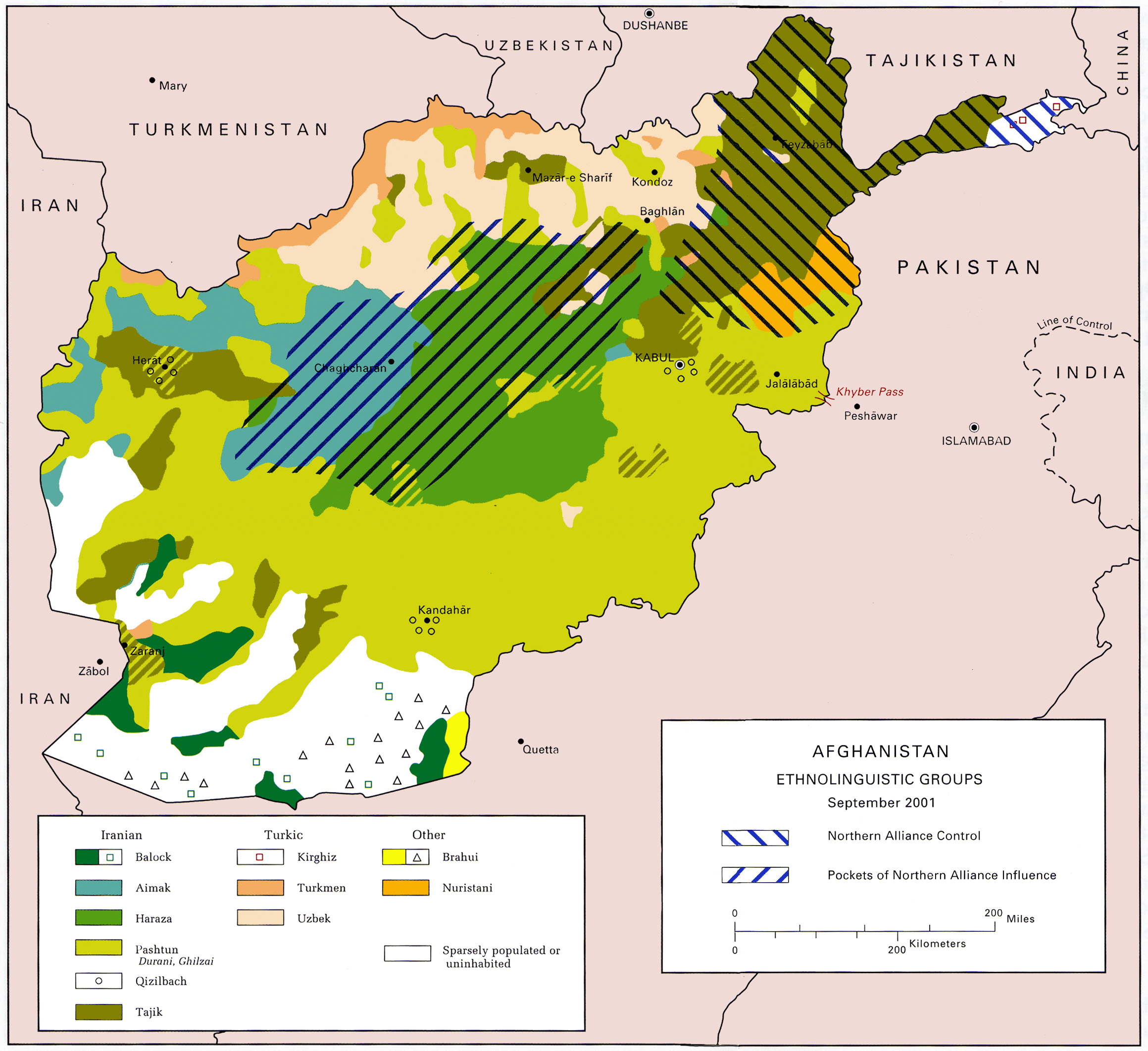
2001年のアフガニスタンの民族

クンドゥーズなどのアフガニスタン北部は古代から栄えており、紀元前4世紀のアレクサンドロス大王のバクトリア遠征にも登場する。しかし近代のクンドゥーズ市が成立したのはずっと後で、19世紀に入ってからである。この頃、アフガニスタン東部に住んでいたパシュトゥーン人のシール・ハーン・ナセルの一族はアブドゥッラフマーン・ハーン王から政敵として看做され、アフガニスタン北部のこの土地に追いやられた。何もなかったこの土地にシール・ハーン・ナセルはクンドゥーズの町を建設し、アムダリア川沿いに貿易港であるシルハン・バンダル港を開港し、スピンザー・コットン・カンパニーを創業して綿花を育てた。これらの事業は成功を収め、ナセルの甥のゴラム・セルワール・ナセルの時代にはスピンザーは社員数2万人の大企業に成長し街も発展した。これがクンドゥーズの町の成り立ちであり、現在でもカンダハリーの末裔が住んでいるためクンドゥーズはパシュトゥーン人の多い町になっている。
しかしタジク人やウズベク人が多いアフガニスタン北部でパシュトゥーン人が多数派を占めることには弊害もあり、例えばパシュトゥーン人を主体とするターリバーンにとっては協力者を得やすい土地柄であり、アフガニスタン紛争 (1989年-2001年)の「第二次マザーリシャリーフの戦い」やアメリカ同時多発テロ事件後のクンドゥーズ包囲戦や2015年のクンドゥーズの戦いなど、クンドゥーズはアフガニスタン北部におけるターリバーンの抵抗拠点として選ばれる事が多い。その後も政府軍の掃討作戦が続けられているが、2016年10月にもターリバーンに市内を占拠されたほか、2017年4月には政府軍の基地が襲撃され、推定140人が死亡。同年5月には、再びターリバーンが市内を占拠し、多数の市民が市外へ避難する騒ぎとなった。
なおクンドゥーズ空港はアフガニスタン首相のモハマド・ダーウド・ハーンの要請によって、1965年にアメリカ合衆国が支援して建設した空港である。冷戦時代には米ソの支援によってアフガニスタンに様々なインフラが作られた。
2021年ターリバーン攻勢の頃には政府軍の士気が低下しており、2021年8月8日にはターリバーンが市内を制圧することとなった。政府軍兵士が投降する映像が公開され、重火器や迫撃砲を搭載した軍用車両がターリバーンの手に渡ったことが明らかにされている。同月中にターリバーン政権が誕生したが、10月8日にはモスクを狙った自爆テロが発生して55人以上が死亡。ターリバーンと対立するISIL-Kが犯行声明を出した。

## 教育
- クンドゥーズ大学

## 参考資料
1. ↑  “Settled Population of Kunduz province by Civil Division, Urban, Rural and Sex-2012-13”. 2014年1月12日閲覧。
2. ↑  google mapの距離計測機能
3. ↑  USAID (2011年). “Elevation”.   カリフォルニア大学デイヴィス校. 2015年10月28日閲覧。
4. 1 2 3 4 5  google map参照
5. 1 2 3 4  “Kunduz City Location of UN & International NGOS”.   AIMS (2007年). 2015年10月18日閲覧。
6. ↑  thiarmen (2012年5月31日). “croisement”.   panoramio.com. 2015年10月18日閲覧。
7. ↑  thiarmen (2012年5月31日). “market”.   panoramio.com. 2015年10月18日閲覧。
8. ↑  forisgabor (2009年9月8日). “kunduz main street - bazar-market”.   panoramio.com. 2015年10月18日閲覧。
9. 1 2 3 4  “Taliban tighten grip on Afghan city of Kunduz”.   BBC NEWS (2015年9月30日). 2015年10月19日閲覧。
10. ↑  “Topological Information About Places On The Earth”.   topocoding.com. 2014年3月9日閲覧。
11. ↑  jgthree (2006年8月7日). “Kunduz plateau Kunduz plateau”.   flickr. 2015年10月17日閲覧。
12. ↑  Thomas Rubner (2013年10月6日). “makeshift antenna”.   panoramio.com. 2015年10月18日閲覧。
13. ↑  Thomas Rubner (2013年8月22日). “backyard”.   panoramio.com. 2015年10月18日閲覧。
14. ↑  Schnehage (2013年11月11日). “Schafe auf dem Kunduzplateau”.   panoramio.com. 2015年10月18日閲覧。
15. ↑  “International Activity Report 2013 - Afghanistan”.   MEDECINS SAN FRONTIERS (2013年12月31日). 2015年10月17日閲覧。
16. ↑  txrich (2008年3月23日). “Konduz River Bridge”.   panoramio.com. 2015年10月18日閲覧。
17. ↑  Thomas j Barfield (1982). The central Asian Arabs of Afghanistan. University of Texas Press. p. 29,140. ISBN 978-0292710665
18. ↑  ヴィレム・フォーヘルサング『アフガニスタンの歴史と文化』明石書店、2005年、46-54頁。ISBN 978-4750320700。
19. ↑  タリバーンが一部地区を占拠、住民数千人避難　アフガン北部 CNN（2017年5月8日）2017年5月9日閲覧
20. ↑  嶋田晴行 (10 2010). “アフガニスタン支援への教訓―冷戦期の援助競争の経験から”. 国際協力論集 (神戸大学) 18 (2) 2015年3月3日閲覧。.
21. ↑  “タリバン、さらに2州都を制圧 アフガン北部の要衝”.   AFP (2021年8月11日). 2021年8月30日閲覧。
22. ↑  “タリバン、政府軍から米供与の武器奪取 勢力拡大の一因に”.   AFP (2021年8月15日). 2021年8月30日閲覧。
23. ↑  “アフガン南部のモスクで自爆テロ、41人死亡”.   時事通信 (2021年10月16日). 2021年10月15日閲覧。